# Lethe ladesta
Lethe ladesta är en fjärilsart som beskrevs av Hans Fruhstorfer 1911. Lethe ladesta ingår i släktet Lethe och familjen praktfjärilar. Inga underarter finns listade i Catalogue of Life.